# Kalinówka (powiat zamojski)
Kalinówka (dawniej Monastyrek) – wieś w Polsce położona w województwie lubelskim, w powiecie zamojskim, w gminie Skierbieszów.
| SIMC    | Nazwa   | Rodzaj    |
| ------- | ------- | --------- |
| 0898509 | Dąbrowa | część wsi |
| 0898515 | Kucze   | część wsi |
| 0898521 | Popówka | część wsi |

W latach 1954–1968 wieś należała i była siedzibą władz gromady Kalinówka, po jej zniesieniu w gromadzie Skierbieszów. W latach 1975–1998 miejscowość należała administracyjnie do województwa zamojskiego.
Wieś jest sołectwem w gminie Skierbieszów, a także siedzibą rzymskokatolickiej parafii Świętego Krzyża w Kalinówce. Według Narodowego Spisu Powszechnego z roku 2011 wieś liczyła 162 mieszkańców.
Urodził się tu Seweryn Kruszyński – polski operator filmowy.

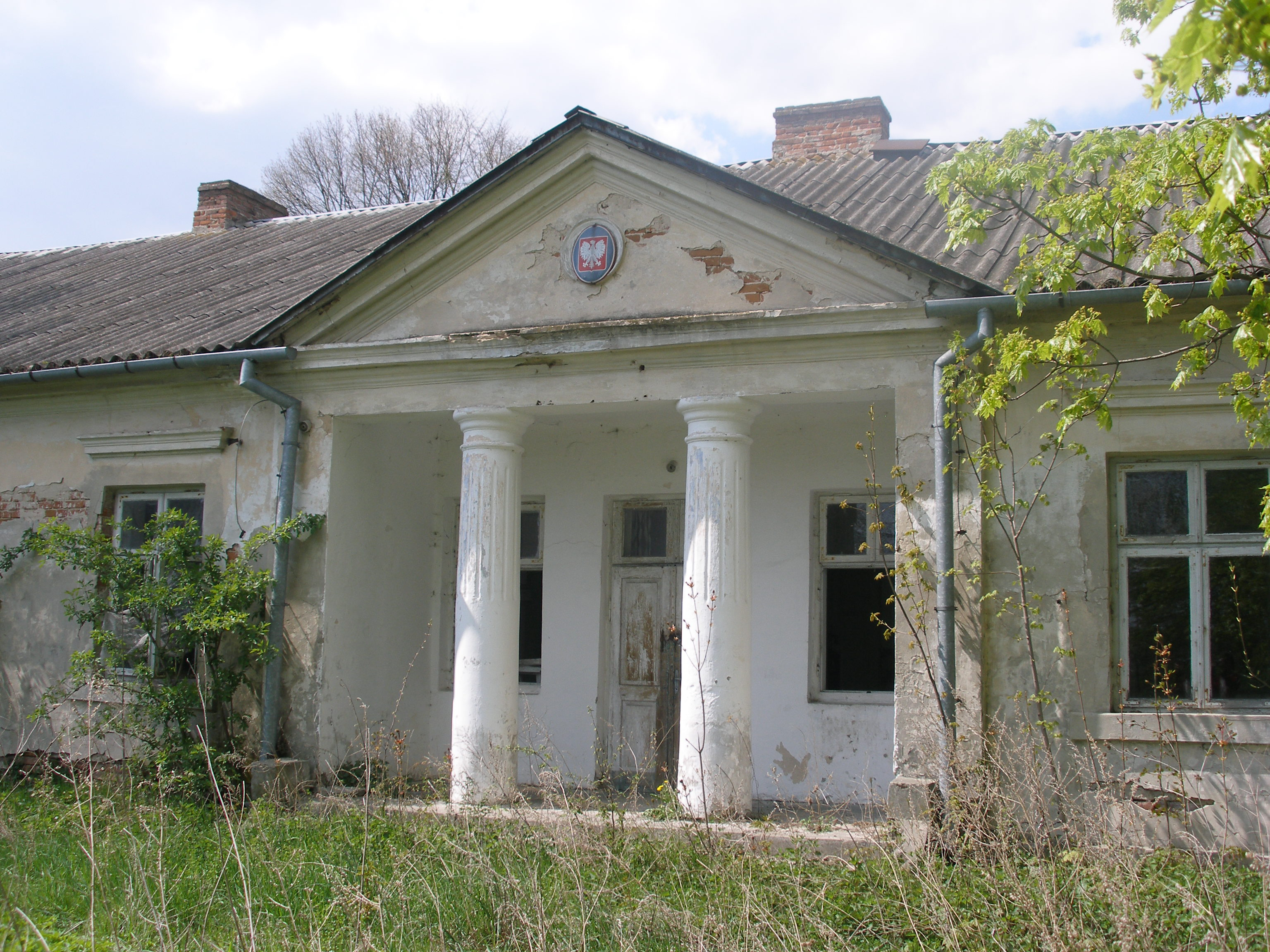
Dworek w Kalinówce, dawniej szkoła